# Моллакаев, Магомед Юнусович
Магомед Юнусович Моллакаев (известен под псевдонимом Маг Хазар) (21 апреля 1969) — российский художник-сценограф, живописец, график, фотограф.

## Творческая карьера
Активный участник выставок с 1988 года. В 1989 году окончил Дагестанское художественное училище им. М. А. Джемала. Далее Моллакаев продолжает учёбу в Дагестанском государственном педагогическом университете, где в 1999 году на отлично окончил художественно-графическое отделение. С 1997 работает театральным художником в Москве и Махачкале. В 2008 году поступил и окончил Британскую высшую школу дизайна. В 2015 году учился в Высшей театральной школе Райкина по специальности: «сценография», «художник-постановщик». С 2019 года – главный художник Кумыкского музыкально-драматического театра им. Салаватова в Махачкале.

## Художественные работы в театре
- «Васият» (З. Атаева)
- «Кабаре «Джексонвилл»»
- «Обыкновенное волшебство Кота Мага»
- «Сказка о золотом петушке»
- «Белый барашек» («кум. Акъ къозу») (А. Атаев)
- «Свадьба на войне» («кум. Давда той») (А.-В. Сулейманов)
- «Голова в портфеле» («кум. Воллагь тамаша»)
- «Волчица»
- Театр юных москвичей «Остров»

## Личная жизнь
Назвали в честь деда, Моллакаева Магомеда Джакаевича, который в 1942 году, во время Великой Отечественной войны, пропал без вести в Крыму. Отец: Юнус Магомедович, родился в селении Чагаротар, работал строителем. Мать: Сакинат Ильмутдиновна — детский врач.